# Algebraische Funktion
Algebraische Funktionen sind eine spezielle Klasse von Funktionen, die insbesondere in dem mathematischen Teilgebiet der Algebra untersucht wird. Sie sind die Lösung einer algebraischen Gleichung. Funktionen, die nicht algebraisch sind, werden transzendente Funktionen genannt.
Die Theorie der algebraischen Funktionen wurde in der Vergangenheit von den drei mathematischen Teilgebieten Funktionentheorie, arithmetische algebraische Geometrie und algebraische Geometrie aus entwickelt.

## Definition
Eine Funktion {\displaystyle y=f(x_{1},\dotsc ,x_{n})} in {\displaystyle n} Variablen wird algebraische Funktion genannt, falls es ein irreduzibles Polynom {\displaystyle P} in {\displaystyle n+1} Variablen und Koeffizienten in einem Körper gibt, so dass {\displaystyle f} die algebraische Gleichung
{\displaystyle P(f(x_{1},\dotsc ,x_{n}),x_{1},\dotsc ,x_{n})=0}
löst.
Eine Funktion {\displaystyle y=f(x)} von einer Variablen ist also algebraisch, falls sie die Gleichung
{\displaystyle P_{n}(x)y^{n}+\dotsb +P_{1}(x)y+P_{0}(x)=0}
erfüllt, wobei {\displaystyle P_{1},\dotsc ,P_{n}} Polynome in der Variable {\displaystyle x} sind.

## Eigenschaften
- Da in der Definition gefordert wurde, dass die Polynome irreduzibel sind, kann bewiesen werden, dass es zu jeder algebraischen Funktion {\displaystyle y=f(x_{1},\dotsc ,x_{n})} bis auf eine Konstante genau ein irreduzibles Polynom {\displaystyle P} gibt mit {\displaystyle P(y,x_{1},\dotsc ,x_{n})=0}. Der Grad des Polynoms {\displaystyle P} in der Variablen {\displaystyle y} wird dann der Grad der algebraischen Funktion genannt.
- Für den Grad {\displaystyle 1} können alle algebraischen Funktionen als rationale Funktionen und für die Grade {\displaystyle 2}, {\displaystyle 3} und {\displaystyle 4} können sie alle als Quadrat- oder Kubikwurzel einer rationalen Funktion dargestellt werden. Für Grade {\displaystyle k>4} ist dies im Allgemeinen nicht möglich.
- Algebraische Funktionen einer Variablen über dem Körper der komplexen Zahlen {\displaystyle \mathbb {C} } sind meromorph.

## Beispiele
- Potenzfunktionen {\displaystyle y=x^{r}} mit rationalem Exponenten {\displaystyle r}.
- Polynom-Funktionen
- Rationale Funktionen beziehungsweise gebrochen-rationale Funktionen
- Wurzelfunktion

## Transzendente Funktionen
Eine Funktion wird transzendent genannt, falls sie nicht algebraisch ist. Hierzu zählen zum Beispiel
- die Exponentialfunktion
- die Logarithmusfunktion
- Kreis- und Hyperbelfunktionen
  - Trigonometrische Funktion
  - Hyperbelfunktion
  - Arkusfunktion
  - Areafunktion